# Protrattore

Protrattore a disco o disco goniometrico

In geometria, un protrattore  è uno strumento circolare o semicircolare per la misura di un angolo o di un cerchio. L'unità di misura usata è solitamente in gradi.
In italiano spesso si confonde il termine con goniometro che, più genericamente indica uno strumento che permette sia di misurare un angolo che di impostare la posizione di un oggetto ad una ben determinata angolazione, per esempio per la misura della rifrazione ottica.